# 수정여객
수정여객(水晶旅客)은 부산광역시 동구 수정동 에 위치한 마을버스 운수업체이며 대표자는 권지윤이다.

## 차고지
부산광역시 동구 수정공원로12번길 1 (수정동)

## 운행 노선
- 동구2번 (수정아파트 ~ 부산진역)